# ناحیه سیپالیوینی
ناحیه سیپالیوینی (به لاتین: Sipaliwini District) یک منطقهٔ مسکونی در سورینام است که در سورینام واقع شده‌است. ناحیه سیپالیوینی ۱۳۰٬۵۶۷ کیلومتر مربع مساحت و ۳۷٬۰۶۵ نفر جمعیت دارد.